# Sandy (cantante egiziana)
Sandy (arabo: ساندى), pseudonimo di Sandy Adel Ahmed Hussein (ساندي عادل احمد حسين) (Cairo, 22 aprile 1986) è una cantante egiziana.

## Biografia
Nata al Cairo il 22 aprile 1986, ha studiato Turismo e Ospitalità presso l'Università di Lingue per quattro anni. Ha iniziato la sua carriera con la pubblicazione dell'album "كل ما أقرب" della società di distribuzione "Star Label", che includeva la famosa canzone "كل ما أقرب", con testi di Hany El saghir e musica di Mohamed Rahim.
Nel 2009 ha pubblicato la canzone "شوفته وماكلمنيش" che ha fatto veramente decollare la sua celebrità, ed è stata scritta da Mohammed Rifai e composta da Husam Badran e rilasciata nell'album intitolato "سولو هيتس 1". Poi ha rilasciato un secondo album "لسة صغيرة" con Solo Records Inc. (una controllata di Melody Music) e con i video "هموت عليك" e "إياك" e "ابن جارتنا", che sono stati trasmessi sui canali televisivi Melody. Ha poi pubblicato il suo terzo album, "قد التحدي" con la compagnia "Melody Music", dopo l'uscita del video musicale "حصل خير" con il regista americano David Zinnie, in onda esclusivamente sui canali televisivi Melody.
Dopo gli eventi della rivoluzione del 25 gennaio 2011 in Egitto, Sandy ha presentato la prima canzone nazionale per l'Egitto dal titolo "ولاد النيل" e quindi girato a Parigi il video "الحلم" dall'album "قد التحدي" con il regista britannico Eric Carlson (la fotografia era in bianco e nero) e poi la cantante ha lanciato il video di "عايزة اقولك".
Sandy dopo aver emesso i primi singoli con la società "Rotana" interpreta il video "ما تحملت الزعل" girato con il regista francese Fabien Dufils che ha usato la fotocamera Cinema 35 ml. Il testo della canzone "منصور الووان", composta da Abdullah seduto e la distribuzione di Tareq Akef. All'inizio del 2012 ha girato il video "أحسن من كتير" a Dubai con il regista David Zinnie. La canzone è scritta da Jamal Kholi, composta da Tamer Ali e arrangiata da Ahmed Ibrahim. Nello stesso anno ha introdotto il brano "محبطة", dalle parole di Amir Teima, composto da Ramy Gamal e arrangiato da Ahmed Ibrahim, e la canzone è stata l'occasione per festeggiare il superamento del milione di fan sulla pagina Facebook.
Il 30 dicembre 2015, la cantante ha annunciato (con un laconico post sulla pagina Facebook) il suo ritiro definitivo. Nel dicembre 2017 è ritornata sulle scene.

## Discografía
- 2006 - كل ما أقرب "Tutto più vicino"
- 2009 - لسه صغيره "Piccolo Lessa"
- 2010 - قد التحدي "Può sfidare"
- 2012 - احسن من كتير "Meglio di Kteer"

## Video musicali
- كل ما أقرب "Tutto più vicino" (Regia: Tamer Bassiouni)
- شوفته وماكلمنيش "Hovth e Makelmenah" (Regia: Younis)
- هموت عليك "Hmut voi" (dall'album: Piccola Lessa) (Regia: Younis)
- هموت عليك - ريمكس "Hmut voi - remix" (dall'album: Piccola Lessa) (Regia: Younis)
- خربت مالطا "Ricordando Malta" (dall'album: Piccola Lessa) (Regia: Younis)
- إياك "Attenzione" (dell'album: Piccola Lessa) (Regia: Yasser Al-Najjar)
- ابن جارتنا "Figlio del nostro prossimo" (dall'album: Piccola Lessa) (Regia: Taha tunisina)
- حصل خير "Ha ottenuto il migliore" (dell'album: Si può contestare) (Regia: David Zennie)
- الحلم "Sogno" (diretto da: Eric Carlson)
- ماتحملت الزعل "Mathmmelt Azaal" prodotto da Rotana (Regia: Fabiaewman)
- عايزة اقولك "Ayza Acolk" (produzione: la voce del delta) (Regia: David Zannie)
- أحسن من كتير "Meglio di Kteer" (produzione: la voce del delta) (Regia: David Zannie)
- محبطة "Frustrante" (produzione: il suono del Delta)

## Vita personale
Ha sposato il compositore Husam Badran nel 2009.